# Cuvinte de alint
Cuvinte de alint (en. - Terms of Endearment) este un film romantic/comedie neagră din 1983 adaptat de James L. Brooks după un roman de Larry McMurtry. Din distribuție fac parte Shirley MacLaine, Debra Winger și Jack Nicholson. Filmul prezintă relația dintre Aurora Greenway (MacLaine) și fiica ei, Emma (Winger). O continuare, The Evening Star în care MacLaine și Nicholson și-au reluat rolurile a fost lansată în 1996, neavând însă succesul primului film.
Vorbe de alint acoperă trei decade din viețile Aurorei Greenway și a fiicei sale, Emma. Aurora este tată și mamă pentru Emma, un spirit liber, o adolescentă devotată, dar și frustrată. Cu toate că se iubesc foarte mult, mama și fiica se ceartă tot timpul. Protejată agresiv de Aurora tot timpul copilăriei, Emma scapă din "lanțurile" mamei când se căsătorește cu Flap, profesor la colegiu. Aurora este și mai iritată de perspectiva de a deveni bunică, chiar dacă ține mai mult la nepoți decât la ginere. Flap îi demonstrează că instinctele n-au înșelat-o, când se încurcă cu o studentă. Între timp, Emma se consolează cu un bancher căsătorit, dar nefericit în căsnicie, care se dă drept "băiat bun" pe când Aurora este urmărită constant de către vecinul ei, gălăgiosul astronaut Garrett Breedlove. Dar nori negri plutesc deasupra și vestea că Emma are cancer le dă viața peste cap.

## Distribuție
- Shirley MacLaine . . . . . Aurora Greenway
- Debra Winger . . . . . Emma Greenway Horton
- Jack Nicholson . . . . . Garrett Breedlove
- Lisa Hart Caroll . . . . . Patsy Clark
- Danny DeVito . . . . . Vernon Dahlart
- Jeff Daniels . . . . . Flap Horton
- Betty King . . . . . Rosie Dunlop
- John Lithgow . . . . . Sam Burns
- Megan Morris . . . . . Melanie Horton
- F. William Parker . . . . . doctorul
- David Wohl . . . . . Phil

## Premii și nominalizări

### Premiul Oscar
- Premiul Oscar pentru cel mai bun actor în rol secundar - Jack Nicholson (câștigat)
- Premiul Oscar pentru cea mai bună actriță - Shirley MacLaine (câștigat)
- Premiul Oscar pentru cel mai bun regizor - James L. Brooks (câștigat)
- Premiul Oscar pentru cel mai bun film - James L. Brooks (câștigat)
- Premiul Oscar pentru cel mai bun scenariu original - James L. Brooks (câștigat)
- Premiul Oscar pentru cel mai bun actor în rol secundar - John Lithgow (nominalizat)
- Premiul Oscar pentru cea mai bună actriță - Debra Winger (nominalizat)
- Premiul Oscar pentru cea mai bună regie artistică - Polly Platt , Harold Michelson , Tom Pedigo , Anthony Mondell (nominalizat)
- Premiul Oscar pentru cel mai bun montaj - Richard Marks (nominalizat)
- Premiul Oscar pentru cea mai bună coloană sonoră - Michael Gore (nominalizat)
- Premiul Oscar pentru cel mai bun sunet - Donald O. Mitchell , Rick Kline , Kevin O'Connell , James R. Alexander (nominalizat)

### Premiul BAFTA
- BAFTA pentru cea mai bună actriță - Shirley MacLaine (nominalizat)

### Premiul Globul de Aur
- Premiul Globul de Aur pentru cel mai bun film (dramă) (câștigat)
- Premiul Globul de Aur pentru cel mai bun actor în rol secundar - Jack Nicholson (câștigat)
- Premiul Globul de Aur pentru cea mai bună actriță (dramă) - Shirley MacLaine (câștigat)
- Premiul Globul de Aur pentru cel mai bun scenariu - James L. Brooks (câștigat)
- Premiul Globul de Aur pentru cel mai bun regizor - James L. Brooks (nominalizat)
- Premiul Globul de Aur pentru cea mai bună actriță (dramă) - Debra Winger (nominalizat)